# Carlos Mardel
Carlos Mardel, nato Martell Károly (Bratislava, 1695 – Lisbona, 8 settembre 1763), è stato un architetto e ingegnere ungherese con cittadinanza portoghese.
Egli è ricordato particolarmente per i suoi interventi di ricostruzione edilizia dopo il terremoto di Lisbona del 1755.

## Biografia
Carlos Mardel nacque nell'allora Presburgo, oggi Bratislava, quindi nel Regno d'Ungheria, verso il 1695. 
Prestò servizio militare nella Confederazione polacco-lituana e nel Regno di Gran Bretagna.
Giunse per la prima volta in Portogallo nel 1733 come sergente maggiore del genio nella fanteria portoghese. Nel 1735 Mardel era già diventato capo architetto della costruzione dell'Acquedotto delle Acque Libere. In questa opera egli progettò personalmente e sovrintese alla costruzione degli archi monumentali di Amoreiras e del serbatoio di acqua.
Si sa che Mardel faceva parte della Massoneria portoghese, nella Loggia Casa Real dos Pedreiros Livres da Lusitânia, attiva dal 1733 al 1738.
Nel 1747, grazie al suo lavoro sul Sistema idrico delle Acque Libere, Mardel fu nominato Architetto della Casa Reale e degli Antichi Ordini Militari.
Dopo il terremoto di Lisbona del 1755, Mardel fu uno dei principali architetti responsabili della ricostruzione della città, insieme a Eugénio dos Santos e Manuel da Maia. I suoi progetti dei tetti divennero un elemento principale della ricostruzione cittadina.
Nel 1759, Mardel iniziò a Oeiras la costruzione della residenza di campagna del Marchese de Pombal, Primo ministro del re Giuseppe I. Il palazzo, noto come Palazzo del Marchese di Pombal, è considerato il suo capolavoro.
Nel 1762, Mardel aveva raggiunto il grado di colonnello nell'Esercito portoghese.

## Opere principali
- Sistema delle Acque Libere; 1735-1745
  - Acquedotto delle Acque Libere[4]; 1735-1744
  - Arco monumentale dei gelsi (Amoreiras); 1740-1744
  - Arco do Carvalhão; 1742-1745
- Serbatoio per le acque[4]; 1745-1763
- Fontana della Speranza (Chafariz da Esperança)[4]; 1752-1763
- Fontana del topo (Chafariz do Rato); 1753-1754
- Palazzo dell'Estaus; 1755-?
- Palazzo del Marchese di Pombal[4]; 1759-1763
- Monastero di Santa Chiara Nuova (portale e chiostro); 1761